# Grand Prix Australii 2011
Grand Prix Australii 2011 – pierwsza runda Mistrzostw Świata Formuły 1 w sezonie 2011.

## Lista startowa
Na niebieskim tle kierowcy biorący udział jedynie w piątkowych treningach
| Nr | Kierowca           | Zespół                       | Samochód            | Silnik               | Opony |
| -- | ------------------ | ---------------------------- | ------------------- | -------------------- | ----- |
| 1  | Sebastian Vettel   | Red Bull Racing              | Red Bull RB7        | Renault RS27-2011    | P     |
| 2  | Mark Webber        | Red Bull Racing              | Red Bull RB7        | Renault RS27-2011    | P     |
| 3  | Lewis Hamilton     | Vodafone McLaren Mercedes    | McLaren MP4-26      | Mercedes-Benz FO108Y | P     |
| 4  | Jenson Button      | Vodafone McLaren Mercedes    | McLaren MP4-26      | Mercedes-Benz FO108Y | P     |
| 5  | Fernando Alonso    | Scuderia Ferrari Marlboro    | Ferrari 150° Italia | Ferrari 056          | P     |
| 6  | Felipe Massa       | Scuderia Ferrari Marlboro    | Ferrari 150° Italia | Ferrari 056          | P     |
| 7  | Michael Schumacher | Mercedes GP Petronas F1 Team | Mercedes MGP W02    | Mercedes-Benz FO108Y | P     |
| 8  | Nico Rosberg       | Mercedes GP Petronas F1 Team | Mercedes MGP W02    | Mercedes-Benz FO108Y | P     |
| 9  | Nick Heidfeld      | Renault F1 Team              | Renault R31         | Renault RS27-2011    | P     |
| 10 | Witalij Pietrow    | Renault F1 Team              | Renault R31         | Renault RS27-2011    | P     |
| 11 | Rubens Barrichello | AT&T WilliamsF1 Team         | Williams FW33       | Cosworth CA2011      | P     |
| 12 | Pastor Maldonado   | AT&T WilliamsF1 Team         | Williams FW33       | Cosworth CA2011      | P     |
| 14 | Adrian Sutil       | Force India Formula One Team | Force India VJM04   | Mercedes-Benz FO108Y | P     |
| 14 | Nico Hülkenberg    | Force India Formula One Team | Force India VJM04   | Mercedes-Benz FO108Y | P     |
| 15 | Paul di Resta      | Force India Formula One Team | Force India VJM04   | Mercedes-Benz FO108Y | P     |
| 16 | Kamui Kobayashi    | Sauber F1 Team               | Sauber C30          | Ferrari 056          | P     |
| 17 | Sergio Pérez       | Sauber F1 Team               | Sauber C30          | Ferrari 056          | P     |
| 18 | Sébastien Buemi    | Scuderia Toro Rosso          | Toro Rosso STR6     | Ferrari 056          | P     |
| 19 | Jaime Alguersuari  | Scuderia Toro Rosso          | Toro Rosso STR6     | Ferrari 056          | P     |
| 19 | Daniel Ricciardo   | Scuderia Toro Rosso          | Toro Rosso STR6     | Ferrari 056          | P     |
| 20 | Jarno Trulli       | Team Lotus                   | Lotus T128          | Renault RS27-2011    | P     |
| 20 | Karun Chandhok     | Team Lotus                   | Lotus T128          | Renault RS27-2011    | P     |
| 21 | Heikki Kovalainen  | Team Lotus                   | Lotus T128          | Renault RS27-2011    | P     |
| 22 | Narain Karthikeyan | HRT F1 Team                  | Hispania F111       | Cosworth CA2011      | P     |
| 23 | Vitantonio Liuzzi  | HRT F1 Team                  | Hispania F111       | Cosworth CA2011      | P     |
| 24 | Timo Glock         | Marussia Virgin Racing       | Virgin MVR-02       | Cosworth CA2011      | P     |
| 25 | Jérôme d’Ambrosio  | Marussia Virgin Racing       | Virgin MVR-02       | Cosworth CA2011      | P     |
| Nr | Kierowca           | Zespół                       | Samochód            | Silnik               | Opony |

## Wyniki

### Sesje treningowe
| Sesja | Nr | Kierowca         | Konstruktor      | Czas     | Okr. |
| ----- | -- | ---------------- | ---------------- | -------- | ---- |
| 1     | 2  | Mark Webber      | Red Bull-Renault | 1:26,831 | 20   |
| 2     | 4  | Jenson Button    | McLaren-Mercedes | 1:25,854 | 32   |
| 3     | 1  | Sebastian Vettel | Red Bull-Renault | 1:24,507 | 15   |

### Kwalifikacje
Źródło: Wyprzedź Mnie!
| Poz. | Nr | Kierowca           | Konstruktor          | Q1       | Q2       | Q3       | Poz. s. |
| --- | --- | ------------------ | -------------------- | -------- | -------- | -------- | ------- |
| 1 | 1 | Sebastian Vettel   | Red Bull-Renault     | 1:25,296 | 1:24,090 | 1:23,529 | 1       |
| 2 | 3 | Lewis Hamilton     | McLaren-Mercedes     | 1:25,384 | 1:24,595 | 1:24,307 | 2       |
| 3 | 2 | Mark Webber        | Red Bull-Renault     | 1:25,900 | 1:24,658 | 1:24,395 | 3       |
| 4 | 4 | Jenson Button      | McLaren-Mercedes     | 1:25,886 | 1:24,957 | 1:24,779 | 4       |
| 5 | 5 | Fernando Alonso    | Ferrari              | 1:25,543 | 1:25,242 | 1:24,974 | 5       |
| 6 | 10 | Witalij Pietrow    | Renault              | 1:25,543 | 1:25,582 | 1:25,247 | 6       |
| 7 | 8 | Nico Rosberg       | Mercedes             | 1:25,856 | 1:25,606 | 1:25,421 | 7       |
| 8 | 6 | Felipe Massa       | Ferrari              | 1:26,031 | 1:25,611 | 1:25,599 | 8       |
| 9 | 16 | Kamui Kobayashi    | Sauber-Ferrari       | 1:25,717 | 1:25,405 | 1:25,626 | 9       |
| 10 | 18 | Sébastien Buemi    | Toro Rosso-Ferrari   | 1:26,232 | 1:25,882 | 1:27,066 | 10      |
| 11 | 7 | Michael Schumacher | Mercedes             | 1:25,962 | 1:25,971 | –        | 11      |
| 12 | 19 | Jaime Alguersuari  | Toro Rosso-Ferrari   | 1:26,620 | 1:26,103 | –        | 12      |
| 13 | 17 | Sergio Pérez       | Sauber-Ferrari       | 1:25,812 | 1:26,108 | –        | 13      |
| 14 | 15 | Paul di Resta      | Force India-Mercedes | 1:27,222 | 1:26,739 | –        | 14      |
| 15 | 12 | Pastor Maldonado   | Williams-Cosworth    | 1:26,298 | 1:26,768 | –        | 15      |
| 16 | 14 | Adrian Sutil       | Force India-Mercedes | 1:26,245 | 1:31,407 | –        | 16      |
| 17 | 11 | Rubens Barrichello | Williams-Cosworth    | 1:26,270 | –        | –        | 17      |
| 18 | 9 | Nick Heidfeld      | Renault              | 1:27,239 | –        | –        | 18      |
| 19 | 20 | Heikki Kovalainen  | Team Lotus-Renault   | 1:29,254 | –        | –        | 19      |
| 20 | 21 | Jarno Trulli       | Team Lotus-Renault   | 1:29,342 | –        | –        | 20      |
| 21 | 24 | Timo Glock         | Virgin-Cosworth      | 1:29,858 | –        | –        | 21      |
| 22 | 25 | Jérôme d’Ambrosio  | Virgin-Cosworth      | 1:30,822 | –        | –        | 22      |
| 23 | 23 | Vitantonio Liuzzi  | HRT-Cosworth         | 1:32,978 | –        | –        | NQ      |
| 24 | 22 | Narain Karthikeyan | HRT-Cosworth         | 1:34,293 | –        | –        | NQ      |
| Poz. | Nr | Kierowca           | Konstruktor          | Q1       | Q2       | Q3       | Poz. s. |
| \| Legenda \| Legenda \| \| ------------------------ \| ---------------------------------------------------------------------------------------------------------------------------------------------------------------------------------------------------------------------------------------------------------------- \| \| Poz. Nr Q1 Q2 Q3 Poz. s. \| Pozycja zajęta w sesji kwalifikacyjnej Numer startowy kierowcy Wynik uzyskany w pierwszej części kwalifikacji Wynik uzyskany w drugiej części kwalifikacji Wynik uzyskany w trzeciej części kwalifikacji Pozycja startowa po uwzględnięniu kar, przesunięć, itp. \| | |                    |                      |          |          |          |         |
| Legenda | |                    |                      |          |          |          |         |
| Poz. Nr Q1 Q2 Q3 Poz. s. | Pozycja zajęta w sesji kwalifikacyjnej Numer startowy kierowcy Wynik uzyskany w pierwszej części kwalifikacji Wynik uzyskany w drugiej części kwalifikacji Wynik uzyskany w trzeciej części kwalifikacji Pozycja startowa po uwzględnięniu kar, przesunięć, itp. |                    |                      |          |          |          |         |

### Wyścig
Źródło: Wyprzedź Mnie!
| P                                                     | + / –     | Nr | Kierowca           | Konstruktor          | Okr. | Czas / Strata    | Komentarz                             |
| ----------------------------------------------------- | --------- | -- | ------------------ | -------------------- | ---- | ---------------- | ------------------------------------- |
| 1                                                     | Bez zmian | 1  | Sebastian Vettel   | Red Bull-Renault     | 58   | 1h29m30,259      |                                       |
| 2                                                     | Bez zmian | 3  | Lewis Hamilton     | McLaren-Mercedes     | 58   | +0:22,297        |                                       |
| 3                                                     | 3         | 10 | Witalij Pietrow    | Renault              | 58   | +0:30,560        |                                       |
| 4                                                     | 1         | 5  | Fernando Alonso    | Ferrari              | 58   | +0:31,772        |                                       |
| 5                                                     | 2         | 2  | Mark Webber        | Red Bull-Renault     | 58   | +0:38,171        |                                       |
| 6                                                     | 2         | 4  | Jenson Button      | McLaren-Mercedes     | 58   | +0:54,304        |                                       |
| 7                                                     | 1         | 6  | Felipe Massa       | Ferrari              | 58   | +1:25,186        |                                       |
| 8                                                     | 2         | 18 | Sébastien Buemi    | Toro Rosso-Ferrari   | 57   | +1 okr.          |                                       |
| 9                                                     | 7         | 14 | Adrian Sutil       | Force India-Mercedes | 57   | +1 okr. (16,089) |                                       |
| 10                                                    | 4         | 15 | Paul di Resta      | Force India-Mercedes | 57   | +1 okr. (28,972) |                                       |
| 11                                                    | 1         | 19 | Jaime Alguersuari  | Toro Rosso-Ferrari   | 57   | +1 okr. (05,157) |                                       |
| 12                                                    | 6         | 9  | Nick Heidfeld      | Renault              | 57   | +1 okr. (14,978) |                                       |
| 13                                                    | 7         | 21 | Jarno Trulli       | Lotus-Renault        | 56   | +2 okr.          |                                       |
| 14                                                    | 8         | 25 | Jérôme d’Ambrosio  | Virgin-Cosworth      | 54   | +4 okr.          |                                       |
| Niesklasyfikowani                                     |           |    |                    |                      |      |                  |                                       |
|                                                       |           | 24 | Timo Glock         | Virgin-Cosworth      | 49   |                  | +9 okr.                               |
|                                                       |           | 11 | Rubens Barrichello | Williams-Cosworth    | 48   |                  | Awaria układu przeniesienia napędu    |
|                                                       |           | 8  | Nico Rosberg       | Mercedes             | 22   |                  | Kolizja z Barrichello                 |
|                                                       |           | 20 | Heikki Kovalainen  | Lotus-Renault        | 19   |                  | Wyciek wody                           |
|                                                       |           | 7  | Michael Schumacher | Mercedes             | 19   |                  | Uszkodzenia powstałe w wyniku kolizji |
|                                                       |           | 12 | Pastor Maldonado   | Williams-Cosworth    | 9    |                  | Awaria układu przeniesienia napędu    |
| Zdyskwalifikowani                                     |           |    |                    |                      |      |                  |                                       |
|                                                       |           | 17 | Sergio Pérez       | Sauber-Ferrari       | 58   |                  | Nieprawidłowe tylne skrzydło (P7)     |
|                                                       |           | 16 | Kamui Kobayashi    | Sauber-Ferrari       | 58   |                  | Nieprawidłowe tylne skrzydło (P8)     |
| Nie wystartowali / niedopuszczeni do ponownego startu |           |    |                    |                      |      |                  |                                       |
|                                                       |           | 23 | Vitantonio Liuzzi  | HRT-Cosworth         |      |                  | Naruszenie reguły 107%                |
|                                                       |           | 22 | Narain Karthikeyan | HRT-Cosworth         |      |                  | Naruszenie reguły 107%                |
| P                                                     | + / –     | Nr | Kierowca           | Konstruktor          | Okr. | Czas / Strata    | Komentarz                             |

### Najszybsze okrążenie
Źródło: Wyprzedź Mnie!
| Nr | Kierowca     | Konstruktor | Czas     | Okr. |
| -- | ------------ | ----------- | -------- | ---- |
| 6  | Felipe Massa | Ferrari     | 1:28.947 | 55   |

## Prowadzenie w wyścigu
| Nr                              | Kierowca         | Okrążenia   | Suma |
| ------------------------------- | ---------------- | ----------- | ---- |
| 1                               | Sebastian Vettel | 1-12, 17-58 | 55   |
| 3                               | Lewis Hamilton   | 13-16       | 3    |
| \| Wykres \| \| ------ \| \| \| |                  |             |      |
| Wykres                          |                  |             |      |
|                                 |                  |             |      |

## Klasyfikacja po wyścigu

### Kierowcy
| P                 | +/− | Kierowca           | Starty | Punkty | P1 | P2 | P3 | PP | NO | NS |
| ----------------- | --- | ------------------ | ------ | ------ | -- | -- | -- | -- | -- | -- |
| 1                 | N   | Sebastian Vettel   | 1      | 25     | 1  | –  | –  | 1  | –  | –  |
| 2                 | N   | Lewis Hamilton     | 1      | 18     | –  | 1  | –  | –  | –  | –  |
| 3                 | N   | Witalij Pietrow    | 1      | 15     | –  | –  | 1  | –  | –  | –  |
| 4                 | N   | Fernando Alonso    | 1      | 12     | –  | –  | –  | –  | –  | –  |
| 5                 | N   | Mark Webber        | 1      | 10     | –  | –  | –  | –  | –  | –  |
| 6                 | N   | Jenson Button      | 1      | 8      | –  | –  | –  | –  | –  | –  |
| 7                 | N   | Felipe Massa       | 1      | 6      | –  | –  | –  | –  | 1  | –  |
| 8                 | N   | Sébastien Buemi    | 1      | 4      | –  | –  | –  | –  | –  | –  |
| 9                 | N   | Adrian Sutil       | 1      | 2      | –  | –  | –  | –  | –  | –  |
| 10                | N   | Paul di Resta      | 1      | 1      | –  | –  | –  | –  | –  | –  |
| 11                | N   | Jaime Alguersuari  | 1      | 0      | –  | –  | –  | –  | –  | –  |
| 12                | N   | Nick Heidfeld      | 1      | 0      | –  | –  | –  | –  | –  | –  |
| 13                | N   | Jarno Trulli       | 1      | 0      | –  | –  | –  | –  | –  | –  |
| 14                | N   | Jérôme d’Ambrosio  | 1      | 0      | –  | –  | –  | –  | –  | –  |
| Niesklasyfikowani |     |                    |        |        |    |    |    |    |    |    |
| –                 |     | Timo Glock         | 1      | –      | –  | –  | –  | –  | –  | 1  |
| –                 |     | Rubens Barrichello | 1      | –      | –  | –  | –  | –  | –  | 1  |
| –                 |     | Nico Rosberg       | 1      | –      | –  | –  | –  | –  | –  | 1  |
| –                 |     | Heikki Kovalainen  | 1      | –      | –  | –  | –  | –  | –  | 1  |
| –                 |     | Michael Schumacher | 1      | –      | –  | –  | –  | –  | –  | 1  |
| –                 |     | Pastor Maldonado   | 1      | –      | –  | –  | –  | –  | –  | 1  |
| –                 |     | Sergio Pérez       | 1      | –      | –  | –  | –  | –  | –  | 1  |
| –                 |     | Kamui Kobayashi    | 1      | –      | –  | –  | –  | –  | –  | 1  |
| P                 | +/− | Kierowca           | Starty | Punkty | P1 | P2 | P3 | PP | NO | NS |

### Konstruktorzy
| P                 | +/− | Konstruktor          | Starty | Punkty | P1 | P2 | P3 | PP | NO | NS |
| ----------------- | --- | -------------------- | ------ | ------ | -- | -- | -- | -- | -- | -- |
| 1                 | N   | Red Bull-Renault     | 2      | 35     | 1  | –  | –  | 1  | –  | –  |
| 2                 | N   | McLaren-Mercedes     | 2      | 26     | –  | 1  | –  | –  | –  | –  |
| 3                 | N   | Ferrari              | 2      | 18     | –  | –  | –  | –  | 1  | –  |
| 4                 | N   | Renault              | 2      | 15     | –  | –  | 1  | –  | –  | –  |
| 5                 | N   | Toro Rosso-Ferrari   | 2      | 4      | –  | –  | –  | –  | –  | –  |
| 6                 | N   | Force India-Mercedes | 2      | 3      | –  | –  | –  | –  | –  | –  |
| 7                 | N   | Lotus-Renault        | 2      | 0      | –  | –  | –  | –  | –  | 1  |
| 8                 | N   | Virgin-Cosworth      | 2      | 0      | –  | –  | –  | –  | –  | 1  |
| Niesklasyfikowani |     |                      |        |        |    |    |    |    |    |    |
| –                 |     | Williams-Cosworth    | 2      | –      | –  | –  | –  | –  | –  | 2  |
| –                 |     | Mercedes             | 2      | –      | –  | –  | –  | –  | –  | 2  |
| –                 |     | Sauber-Ferrari       | 2      | –      | –  | –  | –  | –  | –  | 2  |
| P                 | +/− | Konstruktor          | Starty | Punkty | P1 | P2 | P3 | PP | NO | NS |